# فری‌نود
فری‌نود (به انگلیسی: Freenode) که قبلاً با عنوان Open Projects Network از آن یاد می‌شد، یک خدمات دهندهٔ شبکهٔ آی‌آرسی است. سرورهای آن از طریق دامنهٔ chat.freenode.net بایگانی‌شده  در ۱۹ نوامبر ۲۰۱۳ توسط Wayback Machine (که در اصل یک متعادل کننده برای سرورهای دیگر است) قابل دسترسی است.
Freenode بزرگ‌ترین شبکهٔ IRC است که بر روی نرم‌افزار آزاد و متن‌باز تمرکز دارد که بیش از ۶۰۰۰۰ کاربر و ۳۰۰۰۰ کانال دارد.

## خدمات
Freenode از سرویسهای IRC زیر استفاده می‌کند:
- Alis: سرویسی برای جستجو در میان کانال‌ها بوسیلهٔ نام، حجم و/یا موضوع آن‌ها.
- ChanServ: سرویسی برای مدیریت کانال‌ها و تنظیماتی مانند تاپیک، حالتهای کانال، لیست دسترسی کانال و غیره است.
- MemoServ: سرویسی برای ارسال پیغامهای خارج از خط (به انگلیسی: off-line) به کابران ثبت شده.
- NickServ: سرویسی برای ثبت‌نام کاربران و در صورت نیاز محافظت از آنها در برابر استفاده‌های غیرمجاز.